# Danielle Campbell

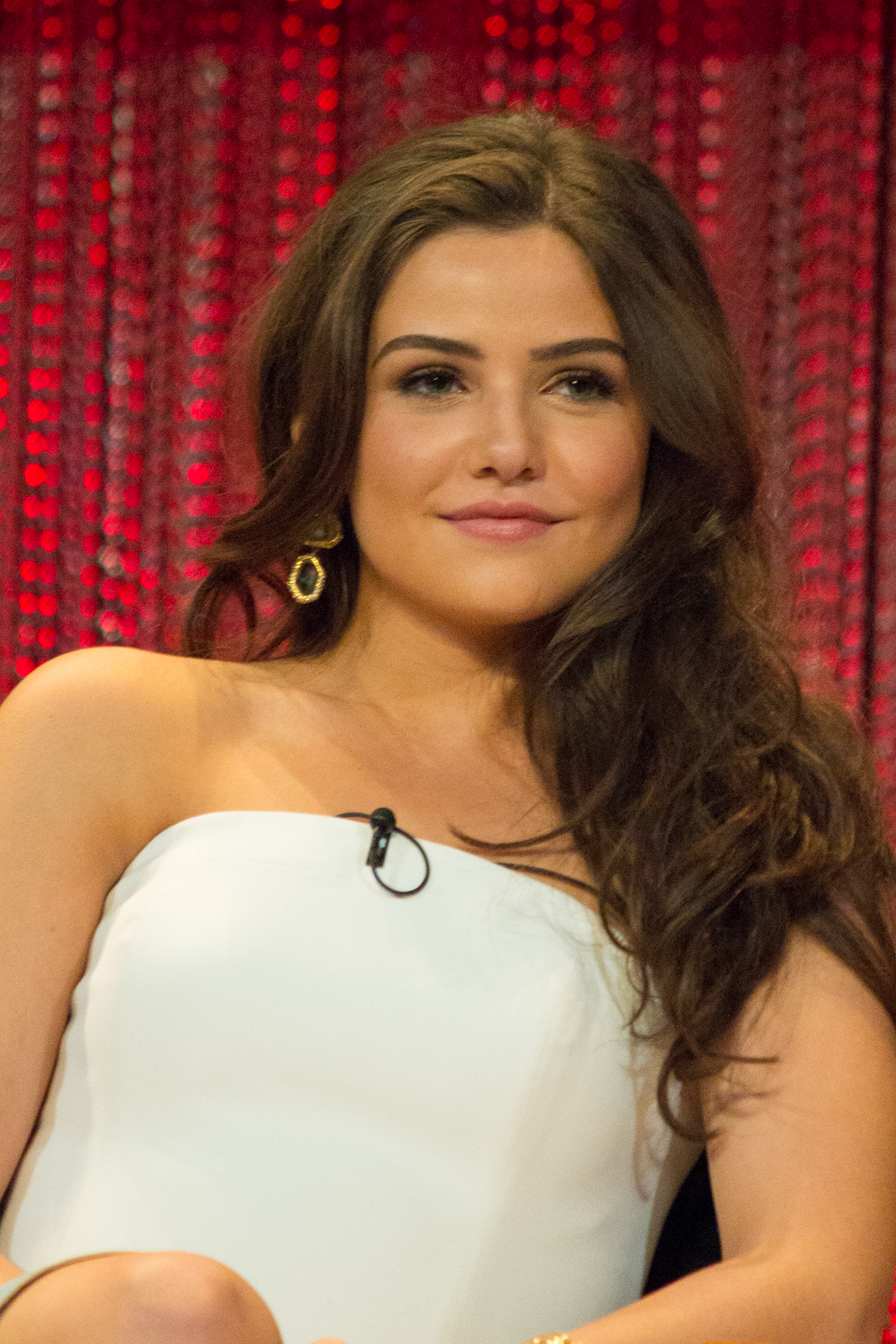
Danielle Campbell (2014)

Danielle Campbell (* 30. Januar 1995 in Hinsdale, Illinois) ist eine US-amerikanische Schauspielerin.

## Leben
Danielle Campbell wurde im Januar 1995 als Tochter von Georganne und John Campbell in Hinsdale im US-Bundesstaat Illinois geboren und hat noch einen jüngeren Bruder. Im Alter von zehn Jahren wurde sie in einem Friseursalon in Chicago entdeckt. Ihre ersten Erfahrungen vor der Kamera sammelte sie in einem landesweit ausgestrahlten Werbespot für Build-A-Bear, worauf eine fünfteilige Gastrolle als Gracey Hollander in der ersten und zweiten Staffel der Fernsehserie Prison Break folgte. 2008 spielte sie die Rolle der Darla in The Poker House.
Im Jahre 2010 hatte sie einen Gastauftritt in der Disney-XD-Serie Zeke und Luther, bevor sie ihre erste Hauptrolle in dem Disney Channel Original Movie StarStruck – Der Star, der mich liebte ergatterte, wo sie an der Seite von Sterling Knight spielte. Eine weitere größere Rolle übernahm sie 2011 an der Seite von Aimee Teegarden in dem Jugendfilm Prom – Die Nacht deines Lebens. Von Herbst 2013 bis 2017 spielte sie eine Hauptrolle in dem Spin-off zu Vampire Diaries, The Originals, wo sie die 16 Jahre alte Hexe Davina Claire darstellte. Während der Dreharbeiten zu The Originals lebte sie in Atlanta und die restliche Zeit in Chicago.
Sie war zwischen 2015 und Januar 2017 in einer Beziehung mit Sänger Louis Tomlinson.

## Filmografie
- 2006–2007: Prison Break (Fernsehserie, 5 Folgen)
- 2008: The Poker House
- 2010: StarStruck – Der Star, der mich liebte (StarStruck, Fernsehfilm)
- 2010: Zeke und Luther (Zeke and Luther, Fernsehserie, Folge 2x06)
- 2011: Prom – Die Nacht deines Lebens (Prom)
- 2012: Madea’s Witness Protection
- 2012: Drop Dead Diva (Fernsehserie, Folge 4x11)
- 2013–2018: The Originals (Fernsehserie, 54 Folgen)
- 2016: Hannahs Rennen (Race to Redemption)
- 2016: SINs
- 2017: Hell’s Kitchen (Fernsehserie, Folge 16x11)
- 2017: F the Prom
- 2017–2018: Marvel’s Runaways (Fernsehserie, 6 Folgen)
- 2018: Shrimp (Fernsehfilm)
- 2018: Ghost Light
- 2018: The Grand Son
- 2018: Being Frank
- 2018: All American (Fernsehserie, Folge 1x01)
- 2018: Famous in Love (Fernsehserie, 9 Folgen)
- 2018: Alive in Denver (Fernsehserie, 8 Folgen)
- 2018–2020: Tell Me a Story (Fernsehserie, 20 Folgen)
- 2023: Share?
- 2024: The Rookie (Fernsehserie, 8 Folgen)
- 2025: The Waterfront (Fernsehserie)